# Kostel svatého Vojtěcha Menšího
Zaniklý Kostel svatého Vojtěcha Menšího v pražském Podskalí stával na rohu nynějších ulic Plavecká a Vyšehradská, kde se říkalo „v Koutku“. Nyní zde stojí dům čp. 1355 s restaurací „U tří bojovníků“.

## Historie a legenda

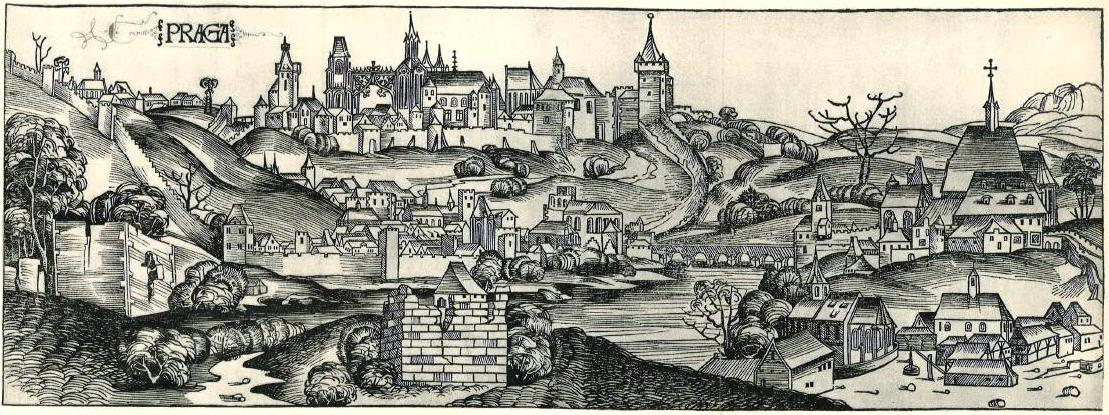
Veduta Prahy z latinské ilustrované kroniky Liber Chronicarum autora Hartmana Schedela.

Kostel existoval již před rokem 1230, jako farní je uváděn v roce 1351. Podle legendy byl postaven v místě, kde se na olši oběsil Durynk stižený hněvem knížete Neklana za to, že zabil dítě, které mu Neklan svěřil do opatrování. Od té doby se tam prý zjevoval zlý duch v podobě černého ptáka, nebo Ohnivce. Aby se zamezilo jeho působení, bylo rozhodnuto na tomto místě postavit kostel zasvěcený svatému Vojtěchovi. Když byl později postaven v Jirchářích nový kostel, zasvěcený témuž patronovi, začalo se zdejšímu svatostánku říkat kostel svatého Vojtěcha Menšího. Jeho původní podoba je pravděpodobně zachycena na nejstarší vedutě Prahy z latinské ilustrované kroniky Liber Chronicarum autora Hartmana Schedela, vydané roku 1493.
Při husitských bouřích v roce 1420 byl kostel poničen požárem, ale záhy byl obnoven a mše se zde sloužily pod obojí způsobou. V době, kdy připadl kostel zase katolíkům, byl v Praze nedostatek kněží a tak Podskalští nemohli dlouho sehnat pro svůj kostel faráře. Nevyslyšeny zůstaly jejich prosby u arcibiskupa pražského, opata z Emauz i vyšehradské kapituly a mše zde byly slouženy jen občas.
Další pověst zmiňuje, že jednou o Vánocích se do zvuku emauzských zvonů rozezněl i zvon v kostele sv. Vojtěcha Menšího. Když se všichni obyvatelé seběhli, spatřili osvětlený kostel, ve kterém se chystal celebrovat půlnoční mši naprosto neznámý kněz v biskupské mitře se svým pomocníkem. V přeplněném kostele byli všichni šťastni, že mohou oslavit Vánoce, jak se patří a ve svém. Když byla mše odsloužena a kněz dal lidem požehnání, vrátil se i se svým pomocníkm do sakristie. Místní kostelník, který kněze ani jeho druha nikdy neviděl, se šel za nimi podívat, ale v sakristii nikdo nebyl. Jedna babička pak vypověděla, že když vyšla z kostela ven jako první uviděla na nebi jasnou záři a dvě postavy, které se vznášely k nebi. Všichni pak uvěřili, že mši sloužil s jedním ze svých druhů sám svatý Vojtěch, kterému se zželelo opuštěné svatyně a jejích farníků.

Podle písemných pramenů, patřil kostel do roku 1784 pod duchovní správu kostela svatého Vojtěcha Většího na Novém Městě pražském a v roce 1790 zanikl.